# Willi Koslowski
Willi Koslowski (* 17. Februar 1937 in Gelsenkirchen-Buer; † 11. Juli 2024) war ein deutscher Fußballspieler, der im Jahr der Fußball-Weltmeisterschaft 1962 in Chile zu drei Einsätzen in der Nationalmannschaft kam. 1958 wurde er mit Schalke 04 Deutscher Meister. Zudem erzielte er für den Verein 57 Tore in 182 Oberligaspielen und 12 Tore in 29 Bundesligaspielen. 1966 stieg er mit Rot-Weiss Essen in die Bundesliga auf. Für die Essener erzielte er in der darauffolgenden Saison zwei Tore in 25 Spielen.

## Laufbahn

### Vereine, bis 1974

#### FC Schalke 04, bis 1965
Der in unmittelbarer Nähe des späteren Parkstadion-Standortes in Gelsenkirchen-Buer geborene Willi Koslowski begann in der Schülerelf bei Buer 07 mit dem vereinsmäßigen Fußballspiel, bevor er in die Jugendabteilung vom FC Schalke 04 wechselte. In der A-Jugend stürmte er an der Seite von Karl Borutta und Willi Soya und wurde vom DFB für das FIFA-Turnier 1955 in Italien nominiert. In der Jugendnationalmannschaft absolvierte er am 9. April 1955 in Pisa gegen Portugal gemeinsam mit Hans Nowak ein Gruppenspiel. Von 1952 bis 1955 erlernte er auf der Zeche „Hugo“ den Beruf des Bergmanns und erhielt am 29. März 1955 nach bestandener Prüfung den Knappenbrief. Gemeinsam mit Borutta und Soya rückte der „Schwatte“ zur Runde 1955/56 aus der A-Jugend in das Oberligateam der „Königsblauen“ auf.
Ab der Saison 1954/55 trainierte der Österreicher Eduard Frühwirth die Schalker Mannschaft, der sich intensiv der Schulung der jungen Talente widmete. Koslowski debütierte am 31. August 1955 beim 4:1-Auswärtserfolg gegen den Wuppertaler SV als Rechtsaußen mit zwei Toren in der Oberliga. Insgesamt hatte er mit 18 Einsätzen und sechs Toren in seiner ersten Oberligarunde 1955/56 gehörigen Anteil an der Erringung des Vizemeistertitels. In der Endrunde musste er sich aber noch mit der Reservistenrolle abfinden, da der Schalker Angriff mit den Spitzen Bernhard Klodt, Günter Siebert und Hans Krämer besetzt war. Den endgültigen Durchbruch schaffte der überwiegend auf Rechtsaußen oder auf der Mittelstürmerposition agierende Angreifer in der Runde 1957/58. Trainer Frühwirth setzte in 28 Ligaspielen auf die Offensivqualitäten des „Schwatten“, und dieser erzielte neun Tore auf dem Weg zum Titelgewinn in der Oberliga. In der verkürzten Endrunde zur deutschen Meisterschaft wegen der Fußball-Weltmeisterschaft 1958 in Schweden war Koslowski auch in den drei Gruppenspielen gegen Braunschweig, Tennis Borussia Berlin und den Südmeister Karlsruher SC im Einsatz und erzielte drei Tore zum Einzug in das Finale gegen den Hamburger SV. Am 18. Mai 1958 setzte sich Schalke im Endspiel – es wurde von Schiedsrichter Albert Dusch geleitet – mit 3:0 Toren souverän gegen den HSV durch. Bereits nach fünf Minuten segelte eine Flanke von Willi Koslowski in den Hamburger Strafraum und „Berni“ Klodt erzielte per Flugkopfball die 1:0-Führung. Auch an der Entstehung der 2:0-Führung in der 30. Minute – erneuter Torschütze Klodt – war Koslowski durch eine Flanke beteiligt. Nach dem 3:0 durch Manfred Kreuz – er war 1956 aus Buer-Hassel zu Schalke gekommen – konnte „Königsblau“ die siebte deutsche Meisterschaft feiern. Noch einmal hatte eine Mannschaft gewonnen, die zum großen Teil aus dem Schalker Nachwuchs hervorgegangen war oder aus der näheren Umgebung stammte. Persönlich erfuhr die Leistung des „Schwatten“ durch die zweifache Berufung in die DFB-Nachwuchself U-23 in der Saison 1957/58 zu den Länderspielen am 21. Dezember 1957 und am 26. Februar 1958 gegen Ungarn und Belgien eine zusätzliche Bestätigung.
Nach dem Meisterschaftserfolg konnte Schalke die Leistung in der Oberliga nicht wiederholen und damit auch nicht die Titelverteidigung realisieren. Im Europapokal der Landesmeister dagegen zeigten die „Knappen“ gegen KB Kopenhagen und insbesondere gegen die Wolverhampton Wanderers und Atlético Madrid – Atlético scheiterte knapp im Halbfinale in drei Spielen an Titelverteidiger Real Madrid – ausgezeichnete Auftritte. Koslowski stürmte in allen sieben Spielen im Sturm von Schalke und ihm glückte auch im Hinspiel am 12. November 1958 im Molineux Stadium gegen die von Billy Wright angeführten „Wolves“ in der 88. Spielminute der 2:2-Ausgleichstreffer. Erst wieder im Jahre der Fußball-Weltmeisterschaft 1962 in Chile errang Schalke in der Oberliga West die Vizemeisterschaft und zog damit erneut in die Endrunde um die deutsche Meisterschaft ein. Unter dem ehemaligen DFB-Trainer Georg Gawliczek absolvierte Koslowski 1961/62 alle 30 Ligaspiele und stellte mit 14 Treffern seinen persönlichen Rekord in der Oberliga West auf. In der Endrunde kam er auf weitere vier Spiele mit zwei Toren. Das entscheidende Gruppenspiel am 5. Mai gewann der Titelverteidiger 1. FC Nürnberg mit 3:1 Toren gegen Schalke und zog damit wiederum in das Finale ein.
Zum sportlichen Höhepunkt wurde für Koslowski aber sein Debüt am 11. April 1962 in Hamburg in der Fußballnationalmannschaft beim Länderspiel gegen Uruguay und seine Teilnahme im Juni bei der Weltmeisterschaft in Chile.
In der letzten Oberligarunde 1962/63 kam der „Schwatte“ mit Schalke auf den sechsten Rang und damit war die „Knappen“-Elf zur Runde 1963/64 für die neue Fußball-Bundesliga qualifiziert. Er hatte in 29 Spielen an der Seite von Reinhard Libuda, Waldemar Gerhardt, Manfred Berz und Manfred Kreuz neun Tore erzielt. Sein letztes Oberligaspiel trug er am 11. Mai 1963 bei Fortuna Düsseldorf aus. Insgesamt kam Koslowski von 1955 bis 1963 in der Oberliga West auf 182 Spiele und erzielte dabei 58 Tore. Er wird in den Spieljahren 1958/59 und 1961/62 im „Revier-Team der Saison“ aufgeführt.
Am Debütspieltag der Bundesliga, am 24. August 1963, schoss er in der 37. Minute das erste Tor für Schalke beim 2:0-Heimsieg gegen den VfB Stuttgart. Mit den neuen Angriffskollegen Günter Herrmann und Klaus Matischak absolvierte er 23 Spiele und erzielte fünf Tore. Schalke belegte den achten Rang. Als es in der zweiten Bundesligarunde 1964/65 unter Trainer Fritz Langner zu einem Leistungseinbruch kam und der Ex-Meister den letzten Platz belegte, absolvierte der „Schwatte“ lediglich 16 Spiele und erzielte sieben Tore. Im DFB-Pokal stürmte er im Halbfinalspiel am 17. April 1965 vergeblich gegen den Gastgeber Alemannia Aachen, die Tivoli-Elf zog mit einem 4:3-Erfolg nach Verlängerung in das Pokalendspiel ein. Koslowski, er war nie Profifußballer gewesen und hatte immer voll gearbeitet, wechselte im Sommer 1965 – es gab Differenzen mit dem damaligen Präsidium, und auch die Mannschaftskameraden Willi Schulz, Egon Horst, Waldemar Gerhardt und Reinhard Libuda zog es von Schalke weg – an die Essener Hafenstraße und schloss sich Rot-Weiss Essen in der Fußball-Regionalliga West an.

#### RW Essen und Eintracht Gelsenkirchen, 1965 bis 1971
In Essen konnte Koslowski in der Runde 1965/66 mit 31 Einsätzen und neun Toren seinen Beitrag zur Erringung der Vizemeisterschaft leisten und damit den Einzug in die Bundesliga-Aufstiegsrunde bewerkstelligen. Mit Trainer Fritz Pliska und den Angriffskollegen Heinz-Dieter Hasebrink, Willi Lippens und Herbert Weinberg setzte sich RWE auch gegen die Konkurrenten FC St. Pauli, 1. FC Saarbrücken und Schweinfurt 05 durch und stieg in die Bundesliga auf. In vier Spielen erzielte Koslowski ein Tor. Den Klassenerhalt in der Bundesliga 1966/67 verspielte der Aufsteiger nach 15:19 Punkten in der Vorrunde mit einer schwachen Rückrunde, in der die Bergeborbecker nur noch zu zehn Punkten kamen. Gegen seinen alten Verein, Schalke 04, erreichte der „Schwatte“ 3:1 Punkte, am zweiten Spieltag, am 27. August 1967, gewann Essen vor 35.000 Zuschauern das Heimspiel mit 4:1 Toren. Koslowski fügte seiner Bilanz weitere 25 Spiele mit drei Toren zu und absolvierte am 3. Juni 1967 mit 30 Jahren sein letztes Bundesligaspiel. Rot-Weiss verlor am 34. Spieltag mit 0:1 beim VfB Stuttgart. Insgesamt stehen für „Kosa“ von 1963 bis 1967 in der Bundesliga 64 Spiele mit 15 Toren zu Buche. Zur Runde 1967/68 unterschrieb er bei Eintracht Gelsenkirchen für die Regionalliga West einen neuen Vertrag und kehrte in seine Heimatstadt zurück.
Mit den Blau-Roten erlebte er im Ückendorfer Südpark den Kampf gegen den Abstieg, die sofortige Rückkehr in die Regionalliga und zum Abschluss seiner Karriere als Vertragsfußballer, 1970/71, einen ausgezeichneten fünften Rang. Von 1967 bis 1971 absolvierte er für die Eintracht 87 Regionalligaspiele und erzielte dabei 22 Tore. 1969/70 gewann er mit seinen Mannschaftskameraden die Meisterschaft in der Amateurliga Westfalen und setzte sich in der Aufstiegsrunde gegen Westfalia Herne und Sterkrade 06/07 durch und kehrte damit sofort nach dem Abstieg 1969 wieder in die Regionalliga zurück. Mit Trainer Heinz Murach und den Mitspielern Bernd Kipp, Jürgen Radau, Günter Schwaba, Wolfgang Thier und Günter Thon belegte er 1971 überraschend als Aufsteiger hinter dem VfL Bochum, Fortuna Düsseldorf, Wuppertaler SV und punktgleich mit dem SC Fortuna Köln den fünften Rang. Sein letztes Regionalligaspiel absolvierte der 32-Jährige am 16. Mai 1971 bei der 1:2-Heimniederlage gegen Bayer 04 Leverkusen. Zur Runde 1971/72 schloss er sich Eintracht Duisburg in der Amateurliga Niederrhein an.

#### Erfolge
- 1958: Westdeutscher Meister und Deutscher Meister mit Schalke 04
- 1956, 1962: Westdeutscher Vizemeister mit Schalke 04
- 1966: Vizemeister in der Regionalliga West und Aufstieg in die Fußball-Bundesliga mit Rot-Weiss Essen

#### Ausklang der Laufbahn und Trainer
Bei Concordia Bochum beendete er 1974 mit 37 Jahren als Spielertrainer seine aktive Spielerlaufbahn. Von 1981 bis 1984 war er Amateurtrainer bei Schalke, um danach die entsprechenden Trainer Fichtel, Fischer und Täuber als Assistenztrainer zu unterstützen.

### Auswahlberufungen, 1957 bis 1962
Nach den zwei Länderspielen in der U-23 in der Runde 1957/58 wurde der pfeilschnelle und ob seiner Unberechenbarkeit brandgefährliche Stürmer am 22. Oktober 1958 in die B-Nationalmannschaft zum Länderspiel in Karlsruhe gegen Österreich berufen. Mitte April 1958 wurde er vom DFB für das 40er-Aufgebot für die Weltmeisterschaft 1958 genannt, gehörte aber dann dem Aufgebot für das Turnier in Schweden nicht an. Auch bei den Qualifikationsspielen zur Fußball-Weltmeisterschaft 1962 in Chile gehörte er nicht dem Herberger-Aufgebot an. Richard Kreß, Engelbert Kraus und Karl-Heinz Thielen wurden ihm vorgezogen. Mit seinem Auftritt am 31. Januar 1962 im Testspiel in Gelsenkirchen zwischen einer Kombination Schalke 04/Westfalia Herne gegen die Nationalmannschaft brachte er sich wieder beim Bundestrainer nachhaltig in Erinnerung. Es folgten Testspiele mit der Nationalmannschaft gegen Köln/Mönchengladbach, zwei Einsätze in der Auswahl von Westdeutschland und die Generalprobe am 21. März 1962 in Saarbrücken, als Herberger eine DFB-Auswahl A gegen eine DFB-Auswahl B antreten ließ und 40.000 Zuschauer dem 5:4-Erfolg der A-Elf beiwohnten und Koslowski in deren Reihen als Mittelstürmer fungierte und ein Tor erzielte. Am 11. April debütierte der Schalker in Hamburg beim Länderspiel gegen Uruguay in der Nationalmannschaft. Er spielte Rechtsaußen und erzielte in der 75. Minute den 3:0-Endstand. Vom 30. April bis 11. Mai 1962 weilte er beim WM-Vorbereitungslehrgang in Karlsruhe-Schöneck und wurde danach in den endgültigen Kader für die Weltmeisterschaft in Chile nominiert. Beim Turnier bestritt er am 3. Juni gegen die Schweiz sein zweites Länderspiel. Mit seinem dritten Einsatz am 30. September 1962 in Zagreb gegen Jugoslawien endete für den „Schwatten“ die internationale Karriere.

## Privates
Von 1943 bis 1952 lebte Koslowski wegen der Luftangriffe auf das Ruhrgebiet bzw. deren Folgen als Evakuierter mit seinen Eltern in Ostwestfalen.
Nach seiner Karriere machte Koslowski sich als Amateurbereichs-Koordinator sowie „Mädchen für alles“ auf der Geschäftsstelle des FC Schalke 04 verdient und wurde 1993 mit dem „Goldenen Schalker Ehrenring“ ausgezeichnet. Beruflich war er als Versandleiter bei einer Gelsenkirchener Glas- und Spiegelfabrik angestellt. 1987 erhielt er eine Festanstellung beim FC Schalke 04, wo er auf der Geschäftsstelle aushalf und unter anderem die Post bearbeitete und die Pressestelle unterstützte, obwohl er bereits ab 2002 Rentner war. 2014 wurde Koslowski in die „Ehrenkabine“ des Vereins aufgenommen. Er starb am 11. Juli 2024 im Alter von 87 Jahren.